# Église Saint-Germain de Nogent-l'Artaud
L'église Saint-Germain est une église située à Nogent-l'Artaud, en France.

## Localisation
L'église est située sur la commune de Nogent-l'Artaud, dans le département de l'Aisne.

## Historique
Le monument est classé au titre des monuments historiques en 1920.